# Bagnet M5
Bagnet M5 został zaadaptowany przez United States Army w roku 1953, w celu zastąpienia starszych modeli stosowanych z karabinem M1 Garand. Produkowany był przez Aerial Cutlery, Jones & Dickinson Tool, Imperial Knife, Utica Cutlery oraz Columbus Milpar & Mfg do lat 60. XX wieku. Przechowywany był w pochwie M8A1.

## Tło historyczne
Podczas wojny w Korei bagnety M1 używane do tej pory z karabinem M1 Garand, były bardzo trudne do zdjęcia z karabinu w rękawicach. W rezultacie nowy bagnet M5 został zaprojektowany i wprowadzony w użytku w roku 1953. Konstrukcja nowego bagnetu została całkowicie zmieniona. W żadnym stopniu nie przypominała ona wcześniejszych modeli bagnetów, na których był wzorowany – M1905 czy M1. Bagnet M5 jest jedynym spośród bagnetów amerykańskich, który nie posiada jelca (części z otworem do nasadzenia na lufę), co sprawia, że jest podobny bardziej do noża bojowego niż do bagnetu.

## Budowa
Bagnet M5 posiada głownię o długości 17 cm, a długość całkowita wynosi 29 cm. Waży około 325 g. Ostrze z jednej strony jest zaostrzone na całej długości głowni, natomiast z drugiej tylko na odcinku około 7,6 cm, licząc od sztychu. Na rękojeści jest umieszczony stosunkowo duży przycisk do uwalniania bagnetu z zacisku, co czyniło jego demontaż zdecydowanie łatwiejszym, nawet w rękawicach.
Specjalny czop łączący bagnet z karabinem pasował tylko do rury gazowej znajdującej się pod przewodem lufy karabinu M1 Garand. Szczelina mocująca pozwala na przytwierdzenie bagnetu do zęba urządzenia blokującego karabinu. Bagnet M5 został zaprojektowany tylko do użytku z karabinem M1 Garand i nie pasował to żadnego innego karabinu.
Istniały trzy różne modele tego bagnetu: M5, M5-1 oraz M5A1.
Okładzina została wykonana z czarnego tworzywa sztucznego, które moletowane było w kratkę. Do trzpienia przytwierdzona była dwoma wkrętami. Wszystkie metalowe części bagnetu mają ciemnoszary kolor oraz są parkeryzowane. Na ostrzu nie znajdują się żadne oznaczenia. Jedynym oznaczeniem, jakie występuje na bagnecie, jest nazwa producenta (lub jego inicjały) oraz nazwa bagnetu US M5 (lub jego inny wariant), które można znaleźć pod jelcem. Wiele bagnetów z rodziny M5 zostało wyprodukowane w Korei po zakończeniu konfliktu, a produkowane tam egzemplarze można rozpoznać po literze „K”, która została umieszczona zamiast „US” pod jelcem. Bagnet M5A1 był produkowany praktycznie przez całe lata 60. XX wieku, i był zarazem ostatnim produkowanym jako bagnet karabinu M1 Garand.

## Pochwa M8/A1
Istnieją dwa warianty pochwy dla tego bagnetu. W obu przypadkach płaszcz pochwy wykonany jest z oliwkowego włókna szklanego, natomiast wlot, okucie górne oraz trzewik pochwy wykonane były ze stali. We wczesnej wersji (oznaczonej jako M8) przytwierdzenie pochwy do pasa odbywało się poprzez przeciągnięcie go przez szlufkę, gdyż nie posiadała ona haka zaczepu żabki. Dopiero w późniejszym modelu M8A1 (który generalnie zachował ogólny wgląd wcześniejszego modelu), poza szlufką pojawił się także hak zaczepu żabki M1910. Na płaskiej części stalowej pochwy, oprócz oznaczenia „US M8” lub „US M8A1”, pojawiała się także nazwa producenta lub jego inicjały. Pochwa ta stosowana była ze wszystkimi powojennymi modelami amerykańskich bagnetów – M4, M5, M6 i M7. Była również używana z nożem bojowym M3.